# روپرت گراوس
روپرت گراوس (انگلیسی: Rupert Graves؛ زادهٔ ۳۰ ژوئن ۱۹۶۳) هنرپیشه اهل بریتانیا است.

## بخشی از فیلمشناسی
از فیلم‌ها یا برنامه‌های تلویزیونی که وی در آن نقش داشته‌است می‌توان به آثار زیر اشاره کرد.
- اتاقی با یک چشم‌انداز (فیلم ۱۹۸۵) (۱۹۸۵)
- جایی که فرشتگان (۱۹۹۱)
- آسیب (فیلم ۱۹۹۲) (۱۹۹۲)
- جنون شاه جرج (۱۹۹۴)
- انتقام شیرین (۱۹۹۸)
- مأموران مخفی (مجموعه تلویزیونی) (۲۰۰۵)
- وی مثل وندتا (فیلم) (۲۰۰۶)
- مرگ در تشییع جنازه (۲۰۰۷)
- محاکمه خدا (۲۰۰۸)
- شرلوک (مجموعه تلویزیونی) (۲۰۱۰–۲۰۱۷)
- دختران سریع
- دکتر هو (۲۰۱۲)
- دالی‌لند (۲۰۲۲)